# Патнам-Веллі (Нью-Йорк)
Патнам-Веллі (англ. Putnam Valley) — місто (англ. town) в США, в окрузі Патнем штату Нью-Йорк. Населення — 11 762 особи (2020).

## Демографія
Згідно з переписом 2010 року, у місті мешкало 11 809 осіб у 4216 домогосподарствах у складі 3240 родин. Було 4837 помешкань
Расовий склад населення:
| - 91,4 % — білих - 2,2 % — чорних або афроамериканців - 1,8 % — азіатів - 0,1 % — корінних американців - 2,0 % — осіб інших рас |

До двох чи більше рас належало 2,4 %. Частка іспаномовних становила 9,8 % від усіх жителів.
За віковим діапазоном населення розподілялося таким чином: 24,2 % — особи молодші 18 років, 64,2 % — особи у віці 18—64 років, 11,6 % — особи у віці 65 років та старші. Медіана віку мешканця становила 42,1 року. На 100 осіб жіночої статі у місті припадало 101,1 чоловіків;  на 100 жінок у віці від 18 років та старших — 99,5 чоловіків також старших 18 років.
Середній дохід на одне домашнє господарство  становив 132 487 доларів США (медіана — 115 133), а середній дохід на одну сім'ю — 146 041 долар (медіана — 127 274). Медіана доходів становила 76 346 доларів для чоловіків та 61 222 долари для жінок. За межею бідності перебувало 3,9 % осіб, у тому числі 1,0 % дітей у віці до 18 років та 5,5 % осіб у віці 65 років та старших.
Цивільне працевлаштоване населення становило 6246 осіб. Основні галузі зайнятості: освіта, охорона здоров'я та соціальна допомога — 26,6 %, роздрібна торгівля — 12,7 %, науковці, спеціалісти, менеджери — 11,7 %.